# 国鉄ED54形電気機関車
ED54形は、日本国有鉄道（国鉄）の前身である鉄道省がスイスから輸入した直流旅客用電気機関車である。輸入当初は7000形と称した。

## 概要
本形式は鉄道省が東海道本線の丹那トンネル開通と沼津までの電化を見越して輸入した急行列車牽引用の電気機関車で、スイスのBBCが電機部分を担当し、SLMが機械部分を担当（製番3040 - 3041）して1926年に2両が製造されて7000形（7000 - 7001）とされ、1928年10月の車両形式称号規程の改正により、ED54形（ED541 - 2）に形式番号が改められたものである。
鉄道省における幹線の電化は東海道本線および横須賀線が最初の事例であり、1925年12月25日に東京 - 国府津および大船 - 横須賀間で、翌1926年2月1日には国府津 - 小田原間で電気機関車牽引による運転が開始され、1934年12月1日には丹那トンネルが開通して電気機関車牽引が沼津までが延長されている。これに合わせて鉄道省では海外から電気機関車を調達することとし、イギリス、アメリカ、スイスの各国から輸入されたほか、後に日本のメーカーがイギリスおよびドイツから研究用として輸入した機関車を購入して、計4か国製の電気機関車が国産最初期の電気機関車とともに運行されていた。
これらの鉄道省の輸入電気機関車は大きく3回に分けて導入されており、初回は東海道本線の電化を見越して輸入されて当初中央線および山手線で使用され、後に東海道線に転用されたグループ、2回目は東海道線小田原までおよび横須賀線の電化に合わせて輸入されたグループ、本形式を含む3回目が東海道本線の沼津までの電化を見越して輸入されたグループとなっており、3回目のグループは本形式および、1060形（ED14形）、6010形（ED53形）、8010形（EF51形）からなり、本形式および8010形が急行列車用、1060形が貨物列車用、6010形が普通/急行列車用であった。本形式の設計要件は以下の通り。
- 東京 - 下関間の特別急行の電化区間における牽引に使用する。
- 架線電圧1350 V、10パーミルの登り勾配において550 t（客車470 t、機関車80 t）の列車を60 km/hで牽引可能とする。
- 1時間定格牽引力を88.2 kN、最高運転速度を100 km/hとする。
- 御殿場付近の25パーミル区間では重連で運転することとし、重連総括制御機能を備える[注 6]。

本形式最大の特徴は無装架駆動方式の一種であるブフリ式を採用したことにある。本形式を製造した1920年代以降のスイスにおいては、電気機関車の駆動装置としてブフリ式のほか、ロッド式、チャンツ式、クイル式、ユニバーサル式といった無装架駆動方式の駆動装置が実用化されていた。特にスイス国鉄は本線用電気機関車に吊り掛け駆動を採用せず、無装架駆動方式の中でブフリ式が（旧来からのロッド式を除けば）比較的構造が単純で、整備も容易であったため、後にBBCディスクドライブ（平行カルダン駆動方式の一種）や2軸ボギー台車に組み込む方式のクイル式駆動方式が大型電気機関車に使用できるようになるまで最も多く採用しており、1918年にBe2/5形で試用した後、1921-29年にAe3/6I形として114両を、1927-34年には改良強化型のAe4/7形127両を導入していた。

当時の日本においても電気機関車の駆動装置に関しては
蒸気機関車の構造には世界共通の標準形があるが、電気機関車はまだ発達の途中にあって、世界共通の標準構造はなかった。電車においては一般にツリカケ式が標準構造とされているが、機関車のように大形の電動機を設備するものが、ツリカケ式でよいかは明かでなかった。当時電気機関車の構造は種々であった、ドイツでは初め連接棒運転式を採用したが、構造上に種々問題があった。アメリカではペンシルベニア鉄道が、連接棒運転式を採用したが、その他ではツリカケ式、クイル式、無歯車式等が採用された。スイスではプフリ式単独運転方式が優秀な成績を示していたが、構造がやや複雑であった。—日本国有鉄道、鉄道技術発達史 第4篇
と認識されており、こうした中で設計・生産された本形式2両は1925年に出荷・船積みされ、翌1926年2月26日に横浜港に到着している。
本形式はブフリ式駆動装置と大型主電動機の搭載によって、D型機でありながら、同時期に輸入されたイギリス・アメリカ製F型機を上回る1540 kWの1時間定格出力となっており、1940年に1600 kW級のEF57形が導入されるまでは、日本で最大出力の電気機関車であった。

## 仕様

### 車体
同じスイス製のED12形やED41形とともに車体の基本デザインは共通のスイス製電機標準スタイルであるが、ED12形のように運転室側面のさらに車端側の部分が左右に絞り込まれる形態であるデザインの機関車が多い中で、本形式は運転室の側面全体が左右に絞り込まれる形態であることが特徴となっている。
車体は中央に機械室、前後に運転室があり、前後車端部には乗降デッキが設置されるレイアウトで、機械室の側面および屋根はそれぞれ3分割で取外すことが可能な構造、運転室部分は台枠にボルトで固定される構造となっている。運転室は正面デッキ部にのみ乗降扉が設置され、左右側面には横引式の窓が設けられている。室内は左側運転台で中央部にスイスやドイツで一般的な円形のハンドルを装備したマスターコントローラーとその奥に各種スイッチ類が、左側にはブレーキ弁が、右側には手ブレーキハンドルが設置されており、ブレーキ弁など一部を除く各機器には一体のカバーが設けられたデスク型の運転台となっているほか、機械室の扉は通電時には機械室に入れないような構造となっている。機械室内には台枠に埋込まれる形で4基の主電動機が装備されており、駆動装置が車体片側の床下に、その反対側の床面の上下部に主抵抗器が装備されているため、機械室内の機器は主電動機上部（主電動機冷却用送風機、逆転器など）、主電動機と運転室背面の間（遮断器類、電動空気圧縮機など）および、駆動装置と反対側の主抵抗器上部（主制御器、電動真空ポンプ、蓄電池など）に搭載されているほか、自然冷却式の主抵抗器冷却気用のダクト2本が車体内を通って屋根上に至っている。屋根上には2基のパンタグラフと容量330 lの空気タンク、主抵抗器冷却気用ダクトの出口や主電動機冷却気導入口が設置されている。

### 走行装置
ブフリ式駆動装置は大歯車の内部機構の保守のため、主台枠を内側台枠として歯車箱を片側側面に露出させた構造のものが主流であり、本形式も含め、多くのブフリ式駆動装置を装備する機関車の車体左右は非対称で歯車箱の露出している側面とその反対側の側面（大径のスポーク車輪が露出していた）とでは、外見が異なっている。また、本形式の車軸配置は外見からは4動軸が固定の1Do1に見えるが、実際は(1A)Bo(A1)の3群構成で、第1・第4動輪がそれぞれ先輪と同一の台車枠に設置されるジャワ式台車を装備していた。
主台枠は厚板鋼板を使用した板台枠式で、第2・第3動輪が主台枠に装備され、軸箱支持方式は軸箱守式、軸ばねは下ばね式の重ね板ばね式で、後述するジャワ式台車に装備された第1・第4動輪とあわせて4軸がイコライザで接続されている。また、先輪は直径939 mm、動輪は直径1600 mmのいずれもスポーク車輪であり、動輪の駆動装置側のみ塵埃の侵入防止のため、スポークの間隙を塞いだ形状としている。

#### ジャワ式台車
ジャワ式台車は蒸気機関車などのクラウス・ヘルムホルツ式台車等とは異なり、カーブで先従輪に誘導されて主台枠に固定された第1・第4動輪が左右動するのではなく、動輪も台車枠に固定されて共に転向することによりレールへの横圧と動輪フランジの摩耗を軽減する構造で、動輪の転向による変位もブフリ式駆動装置で吸収している。そのため曲線通過は容易で脱線しにくかった。
台車枠は左右の鋼板を鋳鋼製の部材で接続した板台枠式で、これに先輪と動輪が装備されて主台枠の間にはまる形で装荷される。台車は車体中央寄端部に設置された球面継手と筒形継手を介して主台枠の中間鋳物に設置されたピンに接続されており、先輪が左右各85 mm横動できるようになっているほか第1・第4動輪の牽引力もここで伝達されている。一方、荷重は動輪の左右軸箱および先輪の左右軸箱中央の荷重受け部の3点で支持されており、動輪の軸ばねは主台枠側に設置されている。また、台車の復元力は先輪軸箱部と左右軸箱中央の荷重受け部の間に設置された重ね板ばねによって確保されている。

#### ブフリ式駆動装置
ブフリ式駆動装置は、当時の日本の電車・電気機関車における主流の駆動システムであった吊り掛け駆動とは異なり、主電動機、小歯車、大歯車を車体内の台枠部に装荷し、車軸中心位置の移動に追従可能な特殊構造の歯車で動力を伝達する方式で、ばね下重量が小さく、かつ、車輪が上下動することで受ける衝撃が直接主電動機には伝わらない構造となっている。なお、このシステムは当時、製造元のBBCにおいては「Brown Boveri individual axle drive」と呼称されている。
ED54形においては、主電動機は台枠上の車体内床面に埋め込まれるように設置されており、動力は主電動機軸の小歯車（下掲『ブフリ式駆動装置の構造』図の「pinion on motor shaft」）から、片側の動輪の外側に設置された補助フレームに車軸と同心となるように設置された大歯車（同「gear wheel」）にまず伝達される。大歯車と動輪の間では、動力は大歯車のピン（同「gear segment pivot on gear wheel」）から特殊な形状の歯車を持つリンク機構2組（同「gear segment」および「links」）を介して動輪のピン（同「lever pivot on driving wheel」）に伝達され、これにより大歯車から動輪に動力を伝達しつつ、動輪の上下・左右動を吸収する構造となっている。各部は各大歯車軸端部に装備されたオイルポンプにより供給される潤滑油によって潤滑されているほか、大歯車とリンク機構は補助フレームに設置された歯車箱と、駆動装置側の動輪でカバーされて塵埃の介入を防止している。また、小歯車には円周方向にコイルばねを組み込んで、衝撃を吸収する構造としている。
ブフリ式は軌道破壊を起こしにくく、また主電動機の高速回転も可能という、後のカルダン駆動方式と共通するメリットを持つ駆動システムであった。一方で、吊り掛け駆動装置との比較においては、ブフリ式駆動装置はその複雑さ故に、製造、整備とも高水準の精度が要求され、1920年代当時の日本の工業水準では、保守するにも手に余るシステムであった。

### 電機品
本形式の電機品は日本の気候に対応するため、絶縁処理や表面処理など、熱帯地域向け機関車と同仕様の高温・多湿対策を施している。

#### 主制御装置・主電動機
主回路は主電動機2基を直列に接続したもの2群を直列・並列に切替えるとともに弱界磁制御を組合わせた方式で、主制御装置は電磁空気式の主遮断器、逆転器、弱め界磁接触器と電動カム軸制御式の主制御器で構成されている。また、集電装置は大型のPS5形（鉄道省形式）パンタグラフを2基搭載しており、形式はED12形のものと同じであるが枠組管形状が少し異なるものとなっている。
主遮断器は主接点1組のほか、電磁吹消コイル付の副接点2組と減流抵抗器を備え、事故電流が流れた際には過電流継電器の動作により減流遮断をするようになっているほか、運転台から手動で遮断をすることも可能になっている。また、主制御器は直流100 V・0.2 kWの電動機で17個の電磁吹消コイル付の接触器を動作させて直列11段、並列6段で抵抗制御し、戻しノッチも可能なものとなっており、部分界磁式1段の弱め界磁段は運転台から別途操作により主制御器が並列最終段の時のみ動作するものとなっている。
主電動機は6極の直流直巻整流子電動機で冷却は電動送風機による強制風冷却式、自重は4300 kgのもので、鉄道省形式はMT20となっている。

#### ブレーキ装置
鉄道省では、1921年から1930年代初頭にかけて全車両に自動空気ブレーキの搭載を進めており、本形式も導入時には自動空気ブレーキ装置と真空ブレーキ装置の双方を制御可能なシステムを搭載して、いずれのブレーキ装置を装備した車両も牽引が可能であった。機関車端梁には空気ブレーキ用と真空ブレーキ用双方の連結ホースが装備されていたが、空気ブレーキ化の進展に伴い真空ブレーキ用の連結ホースは撤去されており、後のED54形の形式図においては自動空気ブレーキ装置はEL14Aとなっている。
機関車本体の基礎ブレーキ装置は動輪と先輪に作用する踏面ブレーキでいずれも片押し式となっており、手ブレーキ装置は手ブレーキハンドルを操作した側の運転台に近い側の先輪および動輪2軸に作用する方式となっている。また、各動輪に砂撒き装置を装備しており、運転台の足踏みペダル操作により、逆転器の向きに応じて進行側の電磁弁が動作して砂撒きがされる仕組となっている。

#### 補機類
補機として、主電動機送風機、電動真空ポンプ、電動空気圧縮機、電動発電機、蓄電池および充電装置を搭載し、いずれも直流100 Vの制御回路と電磁接触器により自動的に動作する。
主電動機送風機は4基の主電動機ごとの送風機2基を定格出力12kWの電動機で駆動するものを2組搭載している。送風機は入換作業時の合図の支障とならないよう主制御器が5ノッチ以上となった際に起動し、1-4ノッチ時の低速走行時の騒音を低減するように考慮されている一方で、停車時を含め運転台のスイッチ操作によって任意に動作させることができるようになっている。また、各送風機には風量センサを装備しており、送風機停止を感知した時には重連総括制御時の補機の分も含め、運転台で警報ベルが鳴動するようになっている。
ブレーキ用として、SLM製で回転数725 rpmおよび1450 rpmの電動真空ポンプ（メーカー型式Typ VL20）を1基、BBC製の電動空気圧縮機（メーカー型式Typ G3）を2基搭載している。
本形式は制御電圧に直流100Vを使用しており、電動発電機は架線電圧900 - 1500 V時に出力直流113 -137 V、出力5 - 8 kWのものであり、蓄電池は容量100 Ahの鉛蓄電池を搭載しており、ED41形と同一の充電制御装置（メーカー型式Typ K）により、機関車の立上げ時に135 V（無負荷時）もしくは125V（電灯負荷使用時）まで充電後に自動で充電回路をオフにして過充電を防止する仕組みなっている。

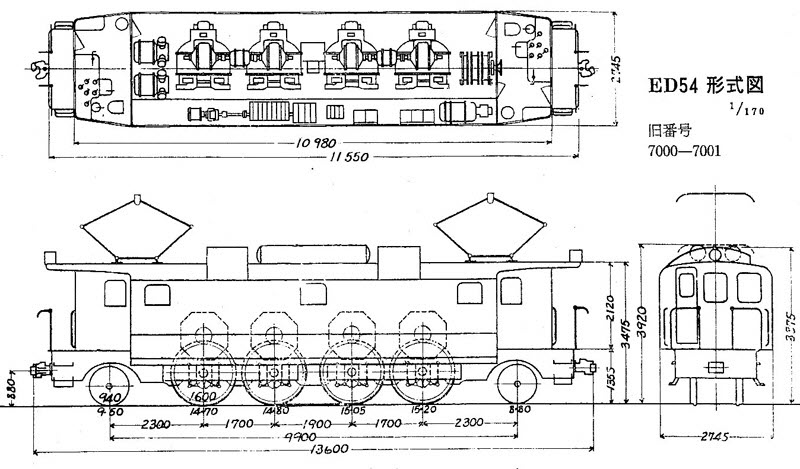
ED54形の形式図
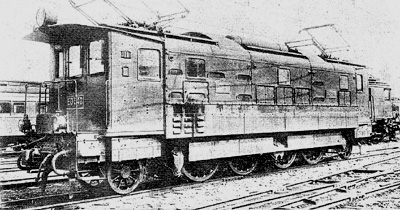
ED54形、駆動装置とは反対側の側面
ジャワ式台車の概略、上：直線走行時、下：曲線走行時
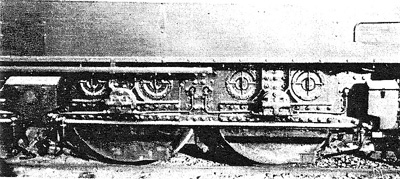
ブフリ式駆動装置の外観
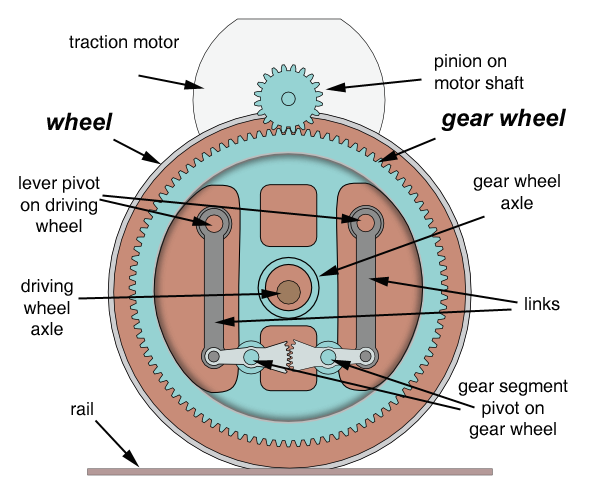
ブフリ式駆動装置の構造
ブフリ式駆動装置の動作概略

## 運用
横浜港に到着した本形式はその後工場で組立・試運転が行われ、7000号機は1926年5月15日、7001号機は同年6月12日に配属先である東京機関区田町分庫に回送され、7月7日および7月16日にそれぞれ同区に配属されている。配属後は試運転・訓練運転が実施され、10月から営業列車の牽引に使用されている。
1928年の称号規程改正で7000形からED54形へ変更となった後も引き続き東京機関区に配置されていたが、1931年1月31日時点では国府津機関区に配置されていた。1934年に沼津機関区へ転属し、さらにその後1941年12月31日時点では東京機関区の配置となっており、終始東海道本線で使用された。当初はかなり使用されていたものの徐々に走行距離が短くなり、末期には客車の回送で使用される程度で、1930年代中期以降に国産機の量産が軌道に乗ってからは休車となることが多くなった。1946年頃からは大宮工場に留置され、1948年11月に2両とも廃車となった。
廃車後は2両とも大宮工場岡本分工場に留置され、1号機は1950年に解体されたが、2号機はその後大宮工場の側線で試作電気式ディーゼル機関車のDD10形などとともに保管された。DD10形と共に1962年に開園した青梅鉄道公園の保存候補機であったが、1960年代半ばに解体された。

本形式の使用状況は
ED12形に採用してあった電動カム軸接触器も使用成績が芳しくなかったが、ED41形とED54形に採用してあったカム軸接触器はそれほどでもなかった。—日本国有鉄道、鉄道技術発達史 第4篇
部品の設計は申分なかったが、重量配分が悪くて、時速が70 km以上になると車体の動揺が激しくなるので、昭和23年に廃車した。—日本国有鉄道、鉄道技術発達史 第4篇
ED50、ED53、EF50、それにED54の4形式の機関車に一定重量の列車を引かせ、直線と半径600mおよび400mの曲線を種々の速さで走らせた時に、軌道に及ぼす影響を調査したことがある。低速では余り差はないが70 km/h以上の速さになるとED54があきらかに良く、直線での走行安定も良いことが知られた。—日高冬比古、日高冬比古の電気機関車発達史
というものであった ほか、「輸入当初、ED54の振動の少ないスムーズな走行性は乗員の間で定評があった。」「ブフリ式駆動装置のメンテナンスが困難で、しかも2両のみと少数であったために保守サイドからは嫌われた。」「同時期のF形電気機関車を越える高出力によって走行性能に優れ、ブフリ式駆動装置の恩恵で振動が少なく乗り心地が良かったことから、導入当初の乗務員には本形式は大変に好評であった。」「しかし、少数であるため運用に当たる機会が少なく、乗務員が取扱を熟知できないうちに、メンテナンスが行き届かなくなって不調気味となり、運行中のトラブル対処が困難になってくると、一転して乗務員からも忌避されがちな機関車となった。そのため次第に運用頻度も減少し、6ヶ月間の走行キロ数がわずか180 km程度に留まった時期もあったという。」「整備すればするほどかえって不具合になった」「輸入直後に調査のために大宮工場で歯車箱を完全分解後に再組立したところ、完全に元通りに戻せなかったと伝えられている。」といった逸話が残されている。

## 評価
国鉄の車両においては、「54の番号のつく機関車形式は不具合その他の理由によって設計時に想定していた性能を発揮できない事例が多い」というジンクスがあり、実例としてED54形も取り上げられる事がある。だが、本形式及び姉妹機種であるED12形についてはその基本的な機構設計に何ら欠陥はなかった。1924年に鉄道省に入省し、その後東京急行電鉄を経て小田急電鉄で3000形SE車の開発にも携わった山本利三郎および、1946年に国鉄に入社し、車両設計事務所で新幹線の設計などに携わった日高冬比古は本形式についてそれぞれ
主電動機を車軸の振動から切り離すといいというヒントが与えられれ、昭和26年主電動機をばね上としてカルダン式電車を日本で初めてやった出発点ともなった。—山本利三郎、東海道線電化を讃える
このように優れた特徴をいくつも持つこの機関車が割合に早く本線を去り、支線に廻されることもなく廃車になったのはどうしてであろう。2両しかないために運用しにくかったことなどによるものであろう。（中略）継電器類がガラス箱の中に納めてある程精巧であったとか、ブーフリ式が複雑すぎて保守が難しかったともいわれるが、ヨーロッパやアメリカでもこの駆動装置が多く使われていることでもあるし、生れ故郷のスイスで同じように造られたとすると、日本の鉄道工場の技術はこの機関車にふさわしくなかったと云えるのかもしれない。—日高冬比古、日高冬比古の電気機関車発達史
と述べているほか、鉄道研究家の吉川文夫は 
ED54形の評価は大きく二つに分かれる。"さすがスイス生まれの素晴らしい機関車だ""メカが複雑すぎて取り扱い辛い機関車だ"の二つである。たった2輌という少数派だったことも災いしたようだ。—吉川文夫、国鉄輸入電機の系譜（上）
と述べている。
鉄道省はその後、吊り掛け駆動方式で構造簡潔で製造・整備も容易な設計のアメリカ製電気機関車を国産電気機関車開発の技術ベースとしているが、当時の日本の工業技術水準からすればこの選択の方が現実にかなっていた。本形式は日本の鉄道史上、最初で最後のブフリ式電気機関車であり、以後の日本における電気機関車の駆動方式は吊り掛け式が主となり、新方式を採用しても設計・工作の不備などから良好な結果が得られず、結果的に従来の技術で信頼性の高い吊り掛け駆動を再び採用している。

## 同型機
BBCおよびSLMは本形式と外観、軸配置、台車構造等が類似設計の3000形直流電気機関車をオランダ領東インド（現・インドネシア）のオランダ領東インドの国営鉄道会社の下部組織であるESS向けに1925年に2両、1928年に2両を納入している。この3000形は、オランダ領東インドのバタヴィア（現ジャカルタ）付近のミーステル・コルネリス - タンジュン・プリオク間が1925年4月6日に電化され、その後約120 kmの路線が順次電化されたことに伴い導入された電車15両、電気機関車7両のうち1形式で、電気機関車は3000形のほか、ドイツのAEGおよびボルジッヒ製の3100形、オランダのWerkspoorおよびHeemaf製の3200形、AEG製の3300形と入換用蓄電池機関車の4000形が用意されている。3000形とED54形との主な差異は以下の通り。
- 全長12530 mm、全軸距8960 mm、動輪径1500 mmであり[32]、ED54形より一回り小型である。
- 1時間定格出力は1036 kW[33]で、ED54形より小さい。
- 外観はED54形と類似であるが、正面下部にカウキャッチャーを装備する、運転台が右側で運転室窓が若干大きいなどの差異がある。
- 主回路構成も類似であるが発電ブレーキを装備している[34]。
- 主制御器を電動カム軸接触器式ではなく手動カム軸接触器式[注 19]（直列9段、並列4段、弱め界磁1段）として、電気機関車の取扱経験の浅い係員による扱いに対応している[36]。
- 主抵抗器が全て機械室内に設置されており、冷却ファンによる強制風冷式となっている[37]。

3000形は第二次世界大戦後のインドネシア独立後も、1980年代まで長く稼働した。

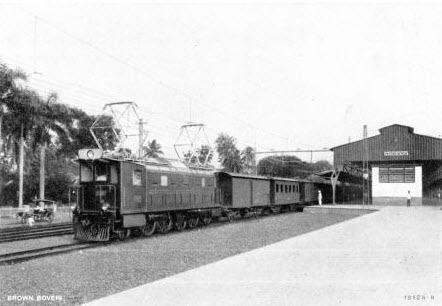
インドネシアの3000形、パサール・スネン駅、1925年
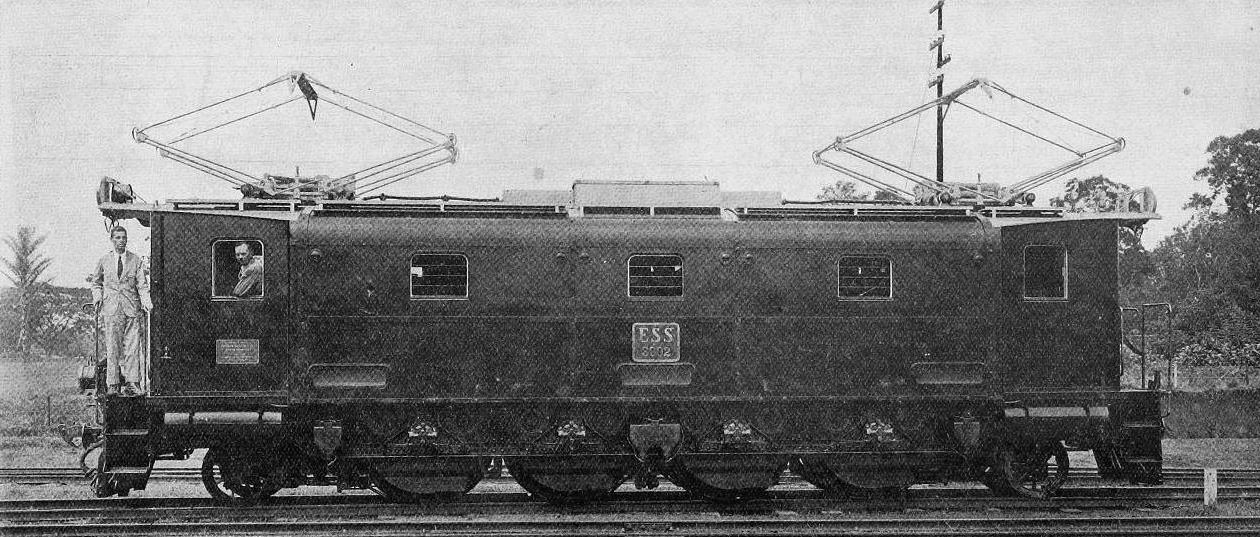
3000形の側面、1940年頃
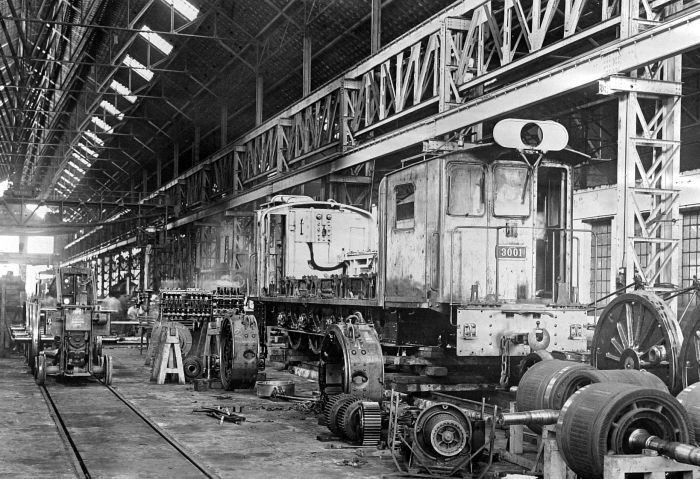
マンラガイの工場で整備中の3001号機、1920-40年代